# Stockton, Kalifornija
Stockton je grad u američkoj saveznoj državi Kaliforniji. Prema procjeni iz 2009. godine ima 290.409 stanovnika. Sjedište je okruga San Joaquin u sjevernoj Kaliforniji, južno od Sacramenta, a sjeverno od Modesta. Zbog nižih cijena nekretnina u odnosu na velike centre, bilježio je stalni porast populacije, sve dok tržište nekretnina nije krahiralo zbog svjetske gospodarske krize, te je danas jedan od američkih gradova najviše pogođenih krizom i nezaposlenošću. Posljedično, stopa kriminala, posebice onog vezanog za narkomafiju naglo je porasla, pa je tako 2009. časopis Forbes svrstao Stockton na listu najopasnijih američkih gradova, gdje se nalazi na broju pet.
Stockton je osnovan 1850. i nazvan u čast Roberta F. Stocktona, junaka Američko-meksičkog rata. Povezan je sa Zaljevskim područjem San Francisca kanalom dugim 125 km, što ga, uz Sacramento, čini jednom od dvije najvažnije kalifornijske luke u unutrašnjosti. Grad okružuju farme kalifornijske Središnje doline (Central Valley), kao i tisuće kilometara kanala i rijeka koji čine Kalifornijsku deltu. Stockton je također važno sjecište željezničkog i cestovnog prometa, kao i centar prerade i distribucije poljoprivrednih proizvoda i vina Središnje doline.

## Gradovi prijatelji
Stockton ima ugovore o partnerstvu sa sedam gradova:
- Shizuoka, Japan
- Iloilo City, Filipini
- Empalme, Meksiko
- Fošan, Kina
- Parma, Italija
- Battambang, Kambodža
- Asaba, Nigerija

## Vanjske poveznice
- Službena stranica (engl.)
- Stranica Turističke zajednice (engl.)

### Ostali projekti
|  | Zajednički poslužitelj ima još gradiva o temi Stockton, Kalifornija |